# Friedrich Mager
Friedrich Mager (* 13. Juli 1885 in Lauban, Oberlausitz; † 17. März 1974 in Greifswald) war ein deutscher Geograph und Historiker.

## Leben
Mager studierte an der Königlichen Universität zu Greifswald, der Friedrichs-Universität Halle und der Schlesischen Friedrich-Wilhelms-Universität. In Breslau wurde er Mitglied des Vereins Deutscher Studenten. 1910 wurde er in Greifswald zum Dr. phil. promoviert. Seit 1912 mit kulturgeschichtlichen Untersuchungen in Schleswig-Holstein betraut, wurde er von Max Friederichsen beauftragt, kulturgeographische Untersuchungen in Kurland vorzunehmen. So bereiste er Kurland 1917/18, wobei 6.000 km zurückgelegt wurden.
1920 erhielt Mager einen Lehrauftrag für Wirtschaftsgeographie an der Albertus-Universität Königsberg. 1922 ernannte sie ihn zum  a.o. Professor.
1946 bis 1953 hatte er den Lehrstuhl für Historische Geographie und Kulturlandschaftsforschung an der Ernst-Moritz-Arndt-Universität Greifswald inne.
Mager befasste sich intensiv mit der wirtschaftlichen Bedeutung des Waldes. So konnte er feststellen, dass der 98 km lange Waldgürtel der Kurischen Nehrung noch im 15. Jahrhundert fast vollständig erhalten war. Die Kulturlandschaftsforschung Ostpreußens verdankt ihm eine große Zahl wertvoller Beiträge.

## Werke
- Kurland. Eine allgemeine Siedlungs-, Verkehrs- und Wirtschaftsgeographie. Friederichsen, Hamburg 1920.
- Ostpreußen. Die natürlichen Grundlagen seiner Wirtschaft; eine Quelle deutscher Kraft. Friederichsen, Hamburg 1922.

- Zur Kulturgeographie des Herzogtums Schleswig. In: Zeitschrift der Gesellschaft für Schleswig-Holsteinische Geschichte. Bd. 55 (1926), S. 1–31 (Digitalisat).
- Der Abbruch der Insel Sylt durch die Nordsee. Eine historisch-geographische Untersuchung. Hirt, Breslau 1927.
- Entwicklungsgeschichte der Kulturlandschaft des Herzogtums Schleswig in historischer Zeit. Zwei Bände. Hirt, Breslau 1930/1937.
- Geschichte der Landeskultur Westpreußens und des Netzebezirks bis zum Ausgang der polnischen Zeit. Volk u. Reich Verlag, Berlin 1936.
- Die Landschaftsentwicklung der kurischen Nehrung. Gräfe und Unzer, Königsberg 1938.
- Wildbahn und Jagd Altpreußens im Wandel der geschichtlichen Jahrhunderte. Berlin 1941; mit Kartenmaterial, aktuellen Literaturhinweisen und einer Kurzbiographie mit H. M. F. Syskowski in zweiter Auflage. Melsungen 2000
- Geschichte des Bauerntums und der Bodenkultur im Lande Mecklenburg. Berlin 1955
- Der Wald in Altpreussen als Wirtschaftsraum. Köln, Graz 1960

## Ehrungen
- Ehrendoktor der Martin-Luther-Universität Halle-Wittenberg (1960)
- Mitglied der Deutschen Akademie der Naturforscher Leopoldina (1963)